# Rubus nelliae
Rubus nelliae är en rosväxtart som beskrevs av Abraham van de Beek. Rubus nelliae ingår i släktet rubusar, och familjen rosväxter. Inga underarter finns listade i Catalogue of Life.